# Рівненська організація НСПУ
Рівненська організація Національної спілки письменників України — територіальний осередок НСПУ в Рівненській області.

## Історія
Рівненську обласну організацію НСПУ створено на установчих зборах 9 грудня 1985 року.
У 1980—1985 роках організаційно рівненські письменники входили до Волинської письменницької організації, яка іменувалася Волинсько-Рівненська. Очолив Рівненську обласну організацію НСПУ відомий поет-пісняр Олександр Богачук, який переїхав до Рівного з Луцька. Олександр Богачук був головою письменницької організації з 1985 по 1989 рік.
Наступними головами обирались: Євген Шморгун, Степан Бабій, Лідія Рибенко, Анна Лимич, Ірина Баковецька, Одерако (Сваха) Ірина Володимирівна.

## Сучасність
Письменницька організація налічує 63 члени. До складу організації входять поети, прозаїки, драматурги, літературні критики та літературознавці, гумористи-сатирики, дитячі письменники, публіцисти. Окремі автори стали лауреатами міжнародних, національних та місцевих премій та відзнак.
При Рівненській організації НСПУ діє літературне об'єднання «Наше коло», яке випускає однойменний альманах. Перший випуск вийшов у 2000 році. Очолюють літературне об'єднання І. Сваха (Одерако) та Н. Диб'як.
15 вересня 2015 року при Рівненській обласній організації НСПУ було створено Молодіжну літературну платформу (МЛП). Діяльність МЛП спрямована на підтримку нових креативних ідей у галузі сучасної літератури. До неї увійшли молоді письменники та літератори-початківці.

### Видавнича діяльність
За період існування організації надруковано багато різножанрових книг.
У 1991 р. при обласній організації НСПУ було створено видавництво «Азалія», засноване письменником Євгеном Шморгуном. Воно стало провідним в області з видання книг місцевих авторів та забутих письменників української діаспори. 1999 року започатковано серію біографічно-літературно-критичних нарисів про літераторів і митців Рівненщини, яка готується до друку видавництвом «Азалія». Вийшли нариси про О. Стефановича, С. Бабія, В. Грабоуса, Р. Солоневського, М. Жулинського, Г. Дем'янчука, Є. Шморгуна та ін.
У 2008 році створене видавництво «Письменницька робітня „Оповідач“».
Помітне місце в житті письменницької організації відіграв заснований 1994 року літературний альманах «Погорина». П'ять випусків альманаху вийшло у видавництві «Азалія». З 2006 року альманах набув статусу журналу.

### Літературні конкурси та фестивалі
У 1994 році Рівненською обласною організацією НСПУ спільно з Всеукраїнським товариством «Просвіта» імені Т. Г. Шевченка започатковано літературний конкурс «Перло многоцінне», який проводиться серед учнівської молоді.  Кращі твори входять до альманаху «Проріст» — колективного збірника творів юних літераторів Рівненщини.
У 2001 році започатковане щорічне літературно-мистецьке свято «Дерманський світильник», під час якого відбувається вручення обласної літературної премії імені Світочів. Проводиться у другу неділю вересня у с. Дермань, Рівненського (колишнього Здолбунівського) району.
З 2001 року проводиться щорічне сільське літературно-мистецьке свято «Городецький автограф», започатковане обласною організацією НСПУ та Городецькою сільською радою. Проводиться у с. Городець, Вараського (колишнього Володимирецького) району, Рівненської області.
2003 року засновано Всеукраїнський фестиваль гумору «Лауреат Нобельської премії». Від 2005 року проходить щорічно. Проводиться у с. Нобель, Вараського (колишнього Зарічненського) району, Рівненської області.

## Премії
Літературна премія імені Валер'яна Поліщука заснована у 1982 році на честь репресованого українського поета, класика української літератури, уродженця Рівненщини Валер'яна Львовича Поліщука. Премія заснована Президією правління Ровенської обласної організації Добровільного товариства любителів книги УРСР та обласним літературним об'єднанням, згодом перейшла у підпорядкування Рівненської письменницької організації. Її присуджують щорічно.
Літературна премія імені Світочів створена у 2003 році і її присуджує Рівненська обласна державна адміністрація та обласна письменницька організація місцевим авторам за творчу та культурно-просвітницьку діяльність. Премію призначають щорічно напередодні обласного літературно-мистецького свята «Дерманський світильник».
Літературна премія імені Михайла Дубова. Заснована у 2011 році Рівненською обласною організацією НСПУ за ініціативи письменника Анатолія Криловця з метою підтримки творчої молоді і для увічнення пам'яті поета Михайла Дубова. Її присуджують щорічно.
Літературна премія імені Анатолія Криловця заснована НСПУ та Рівненською обласною письменницькою організацією у 2019 році. Премію присуджують щорічно 20 лютого у день народження письменника для промоції українських письменників у номінаціях «Філософська лірика» та «Любовна лірика».

## Склад[9]
| Повноваження голови | Повноваження голови                 | Повноваження голови | Повноваження голови |
| №                   | ПІБ                                 | Набуття             | Скасування          |
| ------------------- | ----------------------------------- | ------------------- | ------------------- |
| 1                   | Богачук Олександр Теофілович        | 1985                | 1989                |
| 2                   | Шморгун Євген Іванович              | 1989                | 2000                |
| 3                   | Бабій Степан Олександрович          | 2000                | 2005                |
| 4                   | Рибенко Лідія Гуріївна              | 2005                | 2014                |
| 5                   | Лимич (Войнарович) Анна Андріївна   | 2014                | 2016                |
| 6                   | Баковецька Ірина Володимирівна      | 2016                | 2023                |
| 7                   | Одерако (Сваха) Ірина Володимирівна | 2023                |                     |

Теперішні члени:
| Теперішні члени | Теперішні члени                           | Теперішні члени |
| №               | ПІБ                                       | Вступ           |
| --------------- | ----------------------------------------- | --------------- |
| 1               | Бабій Степан Олександрович                | 21.03.1981      |
| 2               | Баковецька-Рачковська Ірина Володимирівна | 2014            |
| 3               | Береза Юрій Павлович                      | 16.05.1995      |
| 4               | Берестяний Олександр Миколайович          | 29.06.2023      |
| 5               | Білецький Богдан В'ячеславович            | 15.02.2012      |
| 6               | Боровець Борис Тимофійович                | 19.09.2000      |
| 7               | Велесик Петро Якович                      | 09.12.1993      |
| 8               | Вишневський Артем Миколайович             | 25.12.2007      |
| 9               | Власюк Людмила Степанівна (Лада Степ)     | 19.10.2021      |
| 10              | Глінчук (Ващук) Тетяна Петрівна           | 21.12.2023      |
| 11              | Гнатюк Галина Олександрівна               | 08.04.2016      |
| 12              | Голуб Іванна Григорівна                   | 19.10.2021      |
| 13              | Гольонко (Павлюк) Лідія Микитівна         | 27.10.2016      |
| 14              | Дворницька Ніна Миколаївна                | 15.02.2012      |
| 15              | Демедюк Наталія Володимирівна             | 18.10.2018      |
| 16              | Диб'як Неоніла Ананіївна                  | 06.06.2000      |
| 17              | Євтушок Олександр Володимирович           | 26.06.2002      |
| 18              | Залета (Загорський) Юрій Іванович         | 17.10.2002      |
| 19              | Захарченко (Єфімчук) Олена Богданівна     | 06.06.2000      |
| 20              | Ірванець Олександр Васильович             | 11.01.1990      |
| 21              | Каневська Вікторія Василівна              | 28.02.2005      |
| 22              | Карп'юк Анатолій Микитович                | 31.10.2019      |
| 23              | Кащук Микола Кирилович                    | 03.12.2015      |
| 24              | Кириченко Наталія Анатоліївна             | 27.10.2016      |
| 25              | Климентовська Вікторія Михайлівна         | 28.01.1999      |
| 26              | Криловець Наталія Володимирівна           | 03.12.2015      |
| 27              | Левчун (Сирцова) Наталія Петрівна         | 23.01.1996      |
| 28              | Лимич (Войнарович) Анна Андріївна         | 01.10.1996      |
| 29              | Литвинчук Людмила Адамівна                | 02.09.2003      |
| 30              | Луцкова (Савіна) Світлана Сергіївна       | 31.10.2019      |
| 31              | Медведєва Олена Анатоліївна               | 08.04.2016      |
| 32              | Мельникова Віра Олександрівна             | 05.05.2023      |
| 33              | Одерако (Сваха) Ірина Володимирівна       | 25.04.2013      |
| 34              | Оттов Микола Миколайович                  | 24.09.2009      |
| 35              | Панченко Микола Олексійович               | 26.10.2023      |
| 36              | Пермяков Андрій Георгійович               | 02.07.2015      |
| 37              | Правоторова Віра Миколаївна               | 06.03.2018      |
| 38              | Тибель Василь Васильович                  | 18.10.2018      |
| 39              | Тимчак Микола Михайлович                  | 19.10.1987      |
| 40              | Титечко Василь Григорович                 | 15.02.2012      |
| 41              | Українець Стефанія Ярославівна            | 05.02.1993      |
| 42              | Шабаровський Володимир Володимирович      | 03.12.2015      |
| 43              | Шевчук Софія Опанасівна                   | 21.12.2023      |
| 44              | Шморгун Євген Іванович                    | 21.02.1984      |

Вибулі:
| Колишні члени | Колишні члени                      | Колишні члени | Колишні члени        |
| №             | ПІБ                                | Вступ         | Вибуття              |
| ------------- | ---------------------------------- | ------------- | -------------------- |
| 1             | Басараба Василь Наумович           | 29.03.2001    | 09.06.2021           |
| 2             | Береза Микола Павлович             | 21.10.2005    | 16.08.2021           |
| 3             | Бондючна Юлія Іванівна             | 29.05.2006    | виїхала до Тернополя |
| 4             | Грабоус Володимир Опанасович       | 26.05.1993    | 30.09.2004           |
| 5             | Гуля Сергій Іларіонович            | 17.10.2002    | 09.07.2020           |
| 6             | Демчук Роман Степанович            | 21.10.2005    | 26.05.2021           |
| 7             | Заворотній Олексій Тимофійович     | 28.02.2013    | 16.02.2025           |
| 8             | Комісарук Євгенія Сергіївна        | 03.12.2015    | 22.12.2022           |
| 9             | Красюк Петро Харитонович           | 25.03.1963    | 08.01.2008           |
| 10            | Кривий Микола Васильович           | 08.04.2016    | 21.04.2025           |
| 11            | Криловець Анатолій Олександрович   | 10.11.1995    | 01.05.2017           |
| 12            | Куліш-Зіньків Леонід Зіновійович   | 21.03.1995    | 29.04.2007           |
| 13            | Курінний Сергій Георгійович        | 15.02.2012    | 17.12.2022           |
| 14            | Праск Святослав Богданович         | 21.10.2005    | 15.07.2023           |
| 15            | Пшеничний Микола Іванович          | 31.05.1985    | 20.03.2020           |
| 16            | Солоневський Ростислав Тимофійович | 25.03.1999    | 05.09.2016           |
| 17            | Степанюк Михайло Іванович (поет)   | 30.06.2005    | 05.02.2022           |
| 18            | Цимбалюк Євген Павлович            | 23.04.1998    | 15.07.2018           |